# Repelen (Rheinkamp)
Repelen bzw. amtlich Rheinkamp-Repelen ist einer der neun Ortsteile (offiziell Wohnplatz) des statistischen Stadtteils Rheinkamp in Moers. Mit einer Bevölkerungszahl von 11.029 (Stand: 31. Dezember 2023) hat er die meisten Bewohner des Stadtteils.

## Räumliche Lage

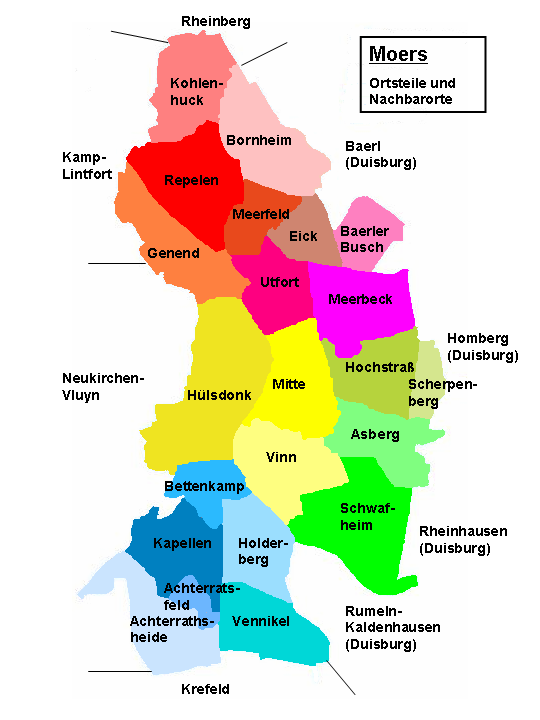
Wohnplätze von Moers; Repelen liegt im nordwestlichen Bereich von Moers

Repelen liegt im nordwestlichen Bereich von Moers. Der Ort ist im Wesentlichen fast vollständig von anderen Ortsteilen Rheinkamps, und zwar Kohlenhuck, Bornheim, Rheinkamp-Mitte (Meerfeld) und Genend, umgeben. Lediglich im Westen grenzt ein kleiner Bereich der Ortsgrenze an die Stadt Kamp-Lintfort. Wie Moers lag Repelen im Mittelalter an einem wasserführenden Arm des Rheins, der später bei der Verlagerung des Rheins nach Osten vom Rheinstrom nicht mehr durchflossen wurde und dessen geografische Spur sich heute als Moersbach mit dem Repelner Meer findet. Zum Wohnplatz Repelen gehörten die Siedlung Muspasch und das Dorf Rheim. Nach dem Beginn des Bergbaus entstand südwestlich die große Siedlung Repelen als Bergarbeitersiedlung.

## Geschichte

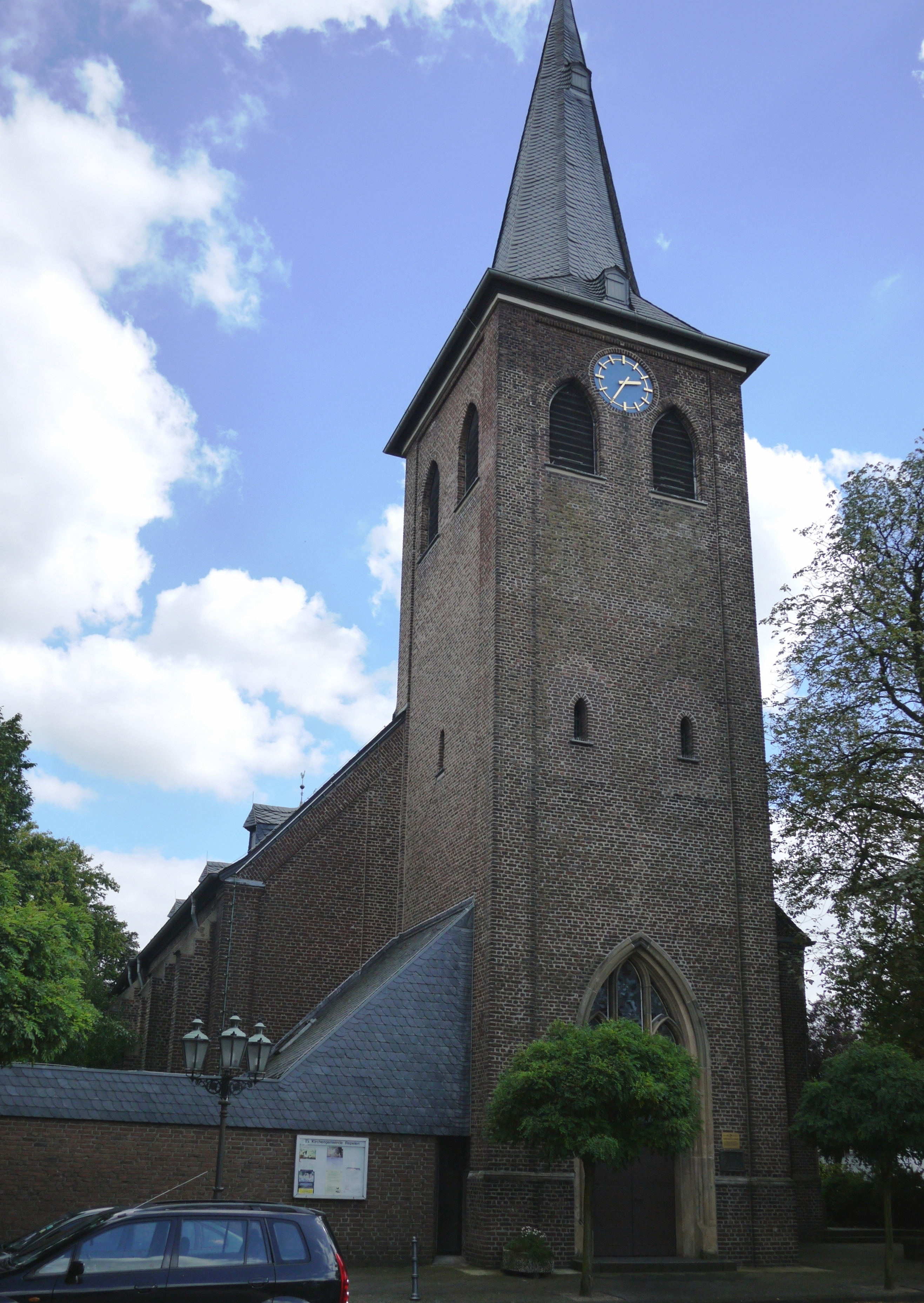
Evangelische Dorfkirche

Vom Beginn der menschlichen Besiedlung im direkten Ortsbereich Repelens liegen bis zur Römerzeit am Linken Niederrhein fast keine Funde vor. Lediglich in der Nähe des Moersbachs am Repeler Meer wurde bisher ein Tongefäß aus der Späten Eisenzeit gefunden. Aus der Römerzeit, etwa dem 2. bis 3. Jahrhundert n. Chr., wurden sowohl in Repelen im Bereich des Zechengeländes Pattberg wie auch in Kohlenhuck (teilweise in der Nähe des Schenkschen Hofes) diverse Gräber von Römern oder Germanen mit unterschiedlichen Fundobjekten wie Knochen oder Brandknochen (von Brandgräbern), Keramik und Münzen entdeckt und ausgegraben.
Spätestens nach dem Ende der Römerzeit scheint das Gebiet um Repelen stärker von den Franken besiedelt gewesen zu sein. Nordwestlich im heutigen Wohnort Eick-West, das pastoral bis zur Neuzeit zum Pfarrbezirk Repelen gehörte, wurde in der Nähe zur Grenze mit Repelen ein größerer Friedhof der Franken aus der Zeit um die Mitte des 6. bis zur Mitte des 7. Jahrhunderts n. Chr. gefunden. Dies ist ein deutlicher Hinweis für die stärkere Besiedlung des Gebietes zwischen Repelen und Eick zu dieser Zeit.
Weiterhin gehört die heutige evangelische Dorfkirche Repelen zu den ältesten Kirchen im Rheinland; ihr erster Vorläufer, eine kleine Kapelle, soll bereits um 700 n. Chr. errichtet worden sein. Für den Bereich Repelen vermutet man, dass das Kloster Echternach urkundlich bereits 726 Pfründen und 855/56 Eigentum gehabt haben könnte. Bedingt durch die Kirche und den zugehörigen Pfarrbezirk war Repelen der Zentralort für die angrenzenden Gebiete mit bäuerlichen Hofanlagen. Die ältesten Urkunden stammen deshalb von kirchlichen Aufzeichnungen.
1122 wird Repelen bei der Gründung der Abtei Altenkamp durch den Kölner Erzbischof Friedrich I. in der Gründungsurkunde angeführt. Zum Patronat der Abtei Altenkamp gehörte damals der Pfarrbezirk Repelen. Die Kirche in Repelen wird erstmals schriftlich als „ecclesia in Replere“ in einer Urkunde von 1176 angeführt. Darin wurden Einkünfte aus den Pfründen der Kirche vom Kölner Erzbischof Philipp von Heinsberg der zu dieser Zeit notleidenden Kellnerei des Stiftes Xanten geschenkt.
In einer weiteren Urkunde wurde für 1176 die Pfarrkirche in Replar (Repelen) mit dem Hinweis angegeben, dass die Kirche in Berke (Rheinberg) eine Filiale sei. Diese zeitweilige Zugehörigkeit vom Kirchbezirk Rheinberg ist aber umstritten und vermutlich falsch. Repelen war im Mittelalter eine der 55 Pfarreien des Dekanats Xanten. Entsprechend dem Urbar des Xantener Viktorstifts für das späte 13. Jahrhundert erhielt das Stift zu dieser Zeit den Zehnt von der Pfarre Repelen. Sowohl die Pfarrei Repelen wie auch Rheinberg wurden vom Kloster Camp pastoriert.
In einer Urkunde aus dem Mittelalter verkauft ein damaliger Rittergutsbesitzer Alexander von Repelen 1226 der Abtei Camp eine Hufe. In diesem Schriftstück beurkundet der Graf Theoderich von Moers, dass die „Abtei Camp“ in Rheydt ein Grundstück erworben hat. Ein weiteres ehemaliges Rittergut im Einflussbereich von Repelen ist das der Edelherren von Eyck. 1323 kaufte ein Georg von Eyk urkundlich das Gut Terwingen. Für 1624 wird für das Kirchdorf Repelen der Bestand von 30 bis 40 Hofstellen angegeben.
Repelen gehörte zum Gebiet der Grafschaft Moers. Ein früher Hinweis darauf, dass die Grafen von Moers auch im Bereich von Repelen Grundbesitz hatten, ist eine Urkunde von 1288. Darin überschrieb Friedrich von Moers ein Gut im Bereich von Repelen (in der Urkunde wird die Lage mit „Rinkampe“ angegeben) an Graf Adolf V. von Berg und erhielt dieses dann zum Lehen. Die weitere Geschichte ab Ende des 13. Jahrhunderts entspricht der Geschichte der Grafschaft Moers.
Die zentrale Funktion von Repelen für die umliegenden kleineren Siedlungsbereiche bestand unverändert bis zu Beginn des 20. Jahrhunderts. Nach dem Ende der französischen Annexion mit der Zugehörigkeit des Rheinlands zu Preußen wurden zeitweise auch die Bürgermeistereien Neukirchen und Vluyn von der Bürgermeisterei Repelen mit verwaltet.
Zu Beginn der 1830er Jahre werden folgende Daten für die Bürgermeisterei Repelen ohne Neukirchen und Vluyn angegeben. Neben dem Dorf Repelen gehörten 8 weitere Bauerschaften und 2 Rittergüter (Haus Tervoort und Strommoers) mit insgesamt 219 Wohnhäusern und 1904 Bewohnern dazu. Im Einzelnen betrugen die Zahlen der Häuser und Bewohner ohne Repelen zu dieser Zeit:
- Genend: 29 Häuser und 248 Personen
- Rheim: 24 Häuser und 162 Personen
- Kohlenhuck: 20 Häuser und 159 Personen
- Moerserhuck (Graft): 17 Häuser und 119 Personen
- Rheinkamp: 23 Häuser und 204 Personen
- Bornheim: 18 Häuser und 183 Personen
- Utfort: 12 Häuser und 58 Personen
- Eyck: 8 Häusern und 54 Personen sowie
- Rittergut Haus Tervoort: 3 Wohn- und Wirtschaftsgebäude und 12 Personen
- Rittergut Strommoers: 1 Wohngebäude und 23 Personen.

Zusätzlich gehörte als neunte Bauerschaft noch „Niephauserfeld“ mit 19 Wohnhäusern und 157 Personen zur Bürgermeisterei, obwohl diese in dem Handbuch nicht angeführt ist.

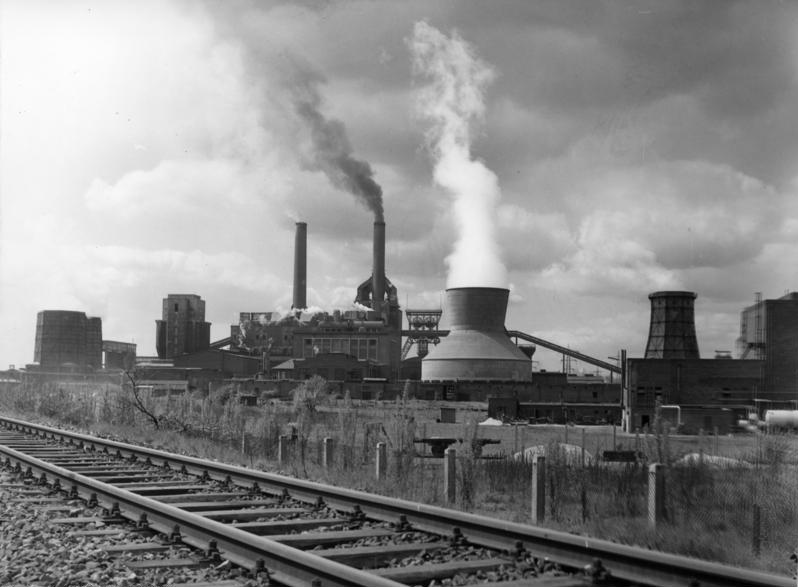
Zeche Rheinpreußen in Utfort, Schacht 5/9 um 1959

In einer Auflistung für Repelen von 1901 gehörten zur Gemeinde unverändert das Kirchdorf Repelen mit den neun vorstehend angeführten Bauerschaften und den zwei Gütern. Die Einwohnerzahl war zu diesem Zeitpunkt auf 2377 angestiegen.
Ende des 19. Jahrhunderts begann am linken Niederrhein der Steinkohlenbergbau. Im Bereich der Bürgermeisterei Repelen wurde in Utfort ab 1900 der Schacht 5 der Zeche Rheinpreußen angelegt. Es folgte ab 1922 der Bau von Schacht 6 auf der Rheimschen und Repelener Heide zwischen dem Ortskern Repelen und der Bauernschaft Rheim. Die bisher rein bäuerliche Infrastruktur der Ortsgebiete musste deshalb dem neuen zusätzlichen industriellen Umfeld in kurzer Zeit angepasst werden, u. a. durch den Bau von Siedlungshäusern für die im Bergbau Beschäftigten südwestlich der Zeche (Siedlung Repelen) und nördlich der Zeche (Siedlung Muspasch).
Um die notwendigen Änderungen leichter großräumig durchführen zu können, wurden die bisherigen selbständigen Bürgermeistereien Repelen und Baerl 1910 vereinigt und die neue Gesamtgemeinde Repelen-Baerl gebildet. 1950 änderte diese Gemeinde ihren Namen in Rheinkamp.
Bei der kommunalen Neuordnung der Kreise und Gemeinden in Nordrhein-Westfalen 1975 wurde die Gemeinde Rheinkamp aufgelöst und geteilt. Der Teil der ursprünglichen Gesamtgemeinde, zu dem Repelen gehörte, wurde unter dem Namen Rheinkamp einer der drei Stadtteile von Moers.
Repelen als übergeordneter lokaler Verwaltungsbereich ist zwar Vergangenheit. Generell hat aber der heutige Moerser Stadtteil Rheinkamp, bezogen auf seinen Gebietsumfang, mit der historischen Bürgermeisterei Repelen einen geschichtlichen Vorläufer. Bis auf Graft gehören alle für 1830 aufgelisteten Bauerschaften zum heutigen Stadtteil Rheinkamp, nur erweitert um die zusätzlichen Wohnbereiche Baerler Busch und Meerbeck. Im Bereich zwischen den Wohnorten Repelen, Eick und Utfort entstand zudem weitgehend auf ehemaligem Gebiet von Repelen der heutige Wohnbereich „Rheinkamp Mitte“. Hierdurch liegt nun „Repelen Dorf“ mit der Dorfkirche nicht mehr im Zentrum, sondern im östlichen Randgebiet von Repelen.

## Mundart
In Repelen (wie in den anderen Ortsteilen der ehemaligen Grafschaft Moers) wurde „Grafschafter Platt“ in einer lokalen Ausprägung gesprochen. Bis nach dem Zweiten Weltkrieg war „Platt“ die Umgangssprache einer breiten Bevölkerungsschicht – heute nur noch von wenigen Menschen gesprochen und verstanden.
Repelen liegt im südniederfränkischen Mundartraum. 
Das Grafschafter Platt zeigte in den einzelnen zum früheren Rheinkamp gehörenden Ortsteilen eine unterschiedliche Ausprägung, so dass sich zum Beispiel Repelner, Baerler oder Meerbecker Plattsprecher durchaus an der Aussprache unterscheiden konnten. Eines der wichtigsten Merkmale des zum Nordniederfränkischen zählenden Grafschafter Platt ist die Aussprache des Personalpronomenes „ich“ als ek, während es im Süden des Niederrheins als ech gesprochen wird. Auch das Wort „auch“ wird unterschiedlich ausgesprochen, nämlich als ook im Norden und ooch im Süden. Auch das Verb „haben“ wird unterschiedlich gesprochen: Auf Grafschafter Platt heißt es z. B. ek häbb; weiter südlich heißt es ech han. Die Bergmanns-Sprache hat ebenfalls ihre Spuren im örtlichen Dialekt hinterlassen. Viele alte Repelner kennen den Spruch „da hasse abber Futtsack dran!“ (Der Ausdruck Futtsack zeigt an, dass irgendetwas „schief gelaufen ist“. Er kommt aus der Zeit, als noch Grubenpferde unter Tage arbeiteten, die bei „schwierigen Verhältnissen“ mit dem Futtersack (Futtsack) ruhig gestellt wurden.)
Auch wenn die Mundart auf dem Rückzug ist, so wird Platt zu Karneval, auf Mundartabenden und in Vereinen gepflegt. Es gibt eine reichhaltige lokale Mundart-Literatur. Zu nennen sind die Bücher von
- Georg Kreischer u. a.: Op Platt vertällt on opgeschrewen. 2001.
- Gottfried Krach u. a.: Min Modersprok. Steiger Verlag, 1977.

Als Quelle zur Geschichte und Mundart gelten auch die Bücher:
- Heinz Wilhelm Rosendahl, Heinz Peter Splittorf: Repelen – eine uralte Geschichte. 2008.
- Ernst Kelter: Chronik der Gemeinde Rheinkamp. Steiger Verlag, Moers 1960.

## Religionen
Protestanten
Wie bereits angeführt, ist die evangelische Dorfkirche Repelen, gegründet vermutlich um 700 n. Chr., eine der ältesten Kirchen im Rheinland. Die ursprüngliche kleine Kapelle wurde nach mehreren Vergrößerungen im 12. Jahrhundert zu einer romanischen Basilika umgebaut; im 14. Jahrhundert wurde sie um den gotischen Chor erweitert und das Langhaus vergrößert. Als Kirchspiel in der Grafschaft Moers wechselte Repelen 1560 zum reformierten Glauben. Die bisherige katholische Martinus-Kirche blieb auch nach der Reformation als evangelische Dorfkirche religiöses Zentrum für das gesamte Gebiet des Kirchspiels Repelen. Nach dem Wechsel der Grafschaft Moers von den Oraniern zu den Preußen im Jahr 1702 war der damalige Pfarrer der Gemeinde Repelen Gerhard Pauv ein überzeugter Gegner des Machtwechsels. Seine strikte Ablehnung führte dazu, dass er am 28. Oktober 1706 vom Drost der Grafschaft von Kinsky ausgewiesen wurde und die Grafschaft verlassen musste. Nach einem Brand 1700 wurde 1787 der romanische Westturm aus Tuff abgebrochen und 1792 der heutige Backsteinturm errichtet.
Wie bereits angeführt, gehörten zum Kirchspiel Repelen weite Bereiche der umliegenden Bauerschaften und Rittergüter. Entsprechend der großen Ausdehnung des Kirchspiels wird in einem Xantener Erkundungsbuch aus der Zeit um 1500 eine Gesamtzahl der Kommunikanten von etwa 1000 angegeben. Dies würde einer Einwohnerzahl von etwa 1350 Personen entsprechen. Nicht zum Kirchspiel Repelen ab Ende des 18. Jahrhunderts, sondern zum Kirchspiel Moers gehörten Bornheim, Eyck, Utfort und das Rittergut Haus Tervoort.
Da auch die Pfarrei Repelen der Evangelischen Kirchenorganisation in Preußen unterstand, wurde sie ab 1817 Teil der evangelischen Unierten Kirche. Die Bewohner des Gebietes waren seit der Reformation überwiegend Anhänger des protestantischen Glaubens. Eine Zählung um 1830 ergab für den Bereich der Bürgermeisterei Repelen 1753 evangelische und nur 151 katholische Bürger.
Katholiken
Das Zahlenverhältnis mit überwiegend Protestanten im Bereich Repelen änderte sich erst nach Beginn des 20. Jahrhunderts. Mit dem Kohlebergbau am Linken Niederrhein kam es zu einem starken Zuzug von Zuwanderern, von denen viele Katholiken waren.
Im Landkreis Moers bildete sich 1909 für die katholischen Neubürger eine katholische Rektoratsgemeinde mit einer Notkirche in Meerbeck, die 1913 zu einer selbstständigen Pfarrei wurde. Diese war auch für das Gebiet Repelen zuständig. Pfingsten 1924 wurde der erste katholische Gottesdienst in der Dorfschule Repelen abgehalten. Es folgte 1927 die Einweihung einer eigenen Notkirche und die Bildung der Rektoratskirche Repelen. Zum 1. Juni 1952 wurde die Pfarrei Repelen gebildet und es folgte 1962 die Einweihung der katholischen Kirche St. Martinus in Repelen. Nach über 440 Jahren hatte Repelen damit wieder eine katholische Kirche.
Andere Glaubensrichtungen
- Die Gemeinde der Neuapostolischen Kirche in Moers wurde 1982 geteilt. Die neue Gemeinde in Repelen errichtete ab 1989 eine eigene Kirche, die am 20. Januar 1991 eingeweiht und 2011 umgebaut wurde.
- Für die zugewanderten Türken und weitere Zuwander, die zum Islam gehörten, wurde 1979 ein Moscheeverein gegründet. Ein 1987 erworbenes Wohngebäude in Repelen wurde zur DİTİB-Moschee mit einem Versammlungs- und Gebetsraum umgebaut. Neben dieser DITIB-Gemeinde wurde später eine weitere Moschee für arabische Gläubige des Islam in Repelen eröffnet.

## Jungbornpark

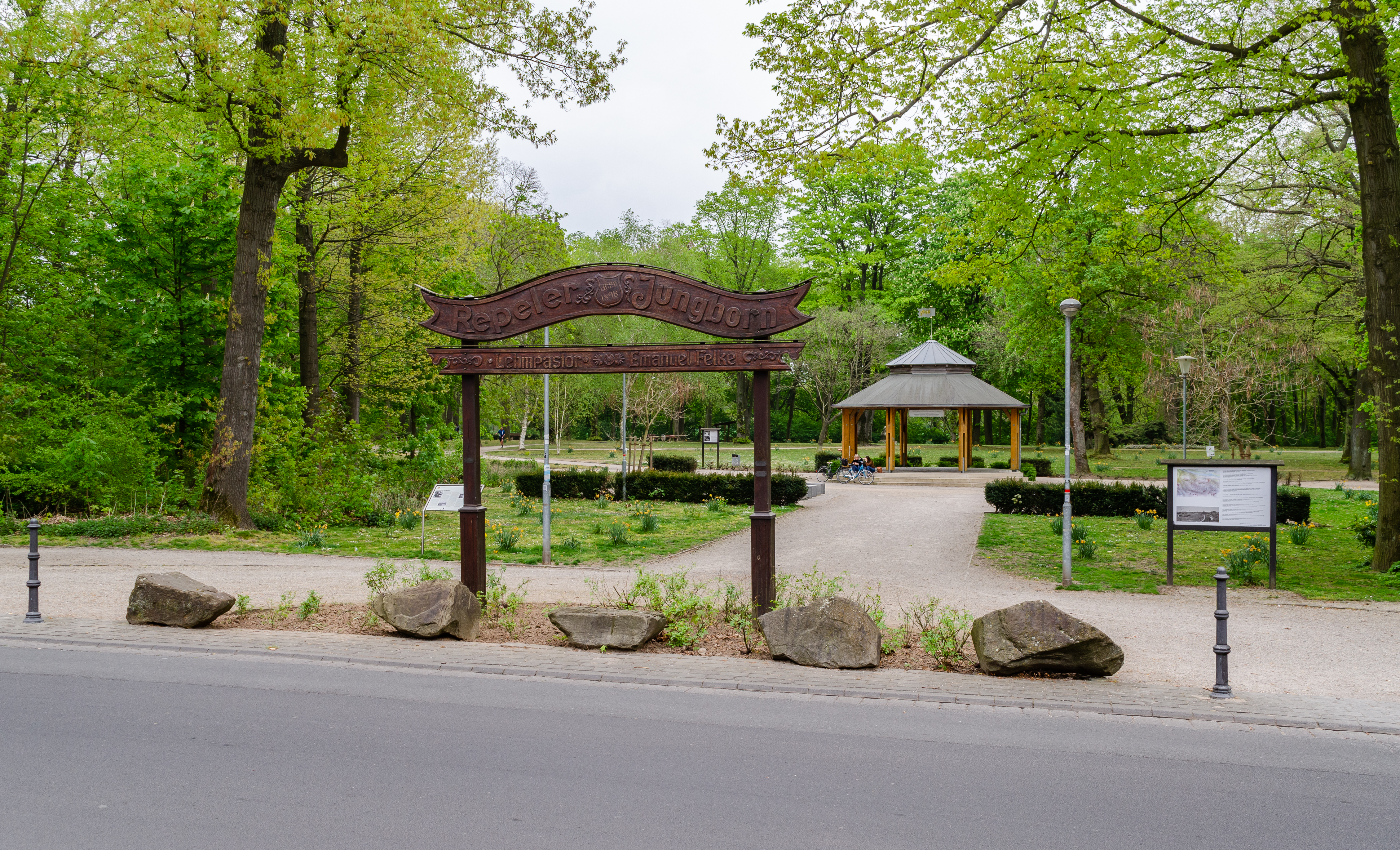
Zugang zum Jungbornpark

Südlich der alten Dorfkirche von Repelen am Repeler Meer liegt ein Park mit einer „Barfußanlage“ und sonstigen Einrichtungen. Dieser Park, „Jungbornpark“ genannt, wurde ab Anfang des 20. Jahrhunderts als Kurgelände überregional bekannt. Von 1894 bis 1915 war Pastor Emanuel Felke der amtierende Pfarrer an der evangelischen Dorfkirche. Dieser war ein überzeugter Anhänger der Naturheilkunde; er entwickelte die nach ihm benannten Felkekur und wandte weiterhin die Iridologie zur Diagnostik an. Er überzeugte viele Anhänger der Naturheilkunde von der Wirksamkeit seiner Heilmethoden.
Mit Unterstützung der Gemeinde wurde 1898 eine Gesellschaft gegründet und ein großer Geländebereich am Repeler Meer als Kurpark mit 50 Unterkünften und zwei Pavillons für Liegekuren angelegt. Die Anlage wurde 1898 eingeweiht. Da in der Anlage „textilfreier“ Aufenthalt Standard war, wurde 1899, bis zur Errichtung von hohen Zäunen als Sichtschutz, die Durchführung der Kuren kurzzeitig amtlich verboten. Die allgemeine Ärzteschaft hielt Felke und seine Methoden für Scharlatanerie und erhob mehrfach Anklagen vor Gericht. In allen diesen Anklagen wurde Felke jedoch freigesprochen.

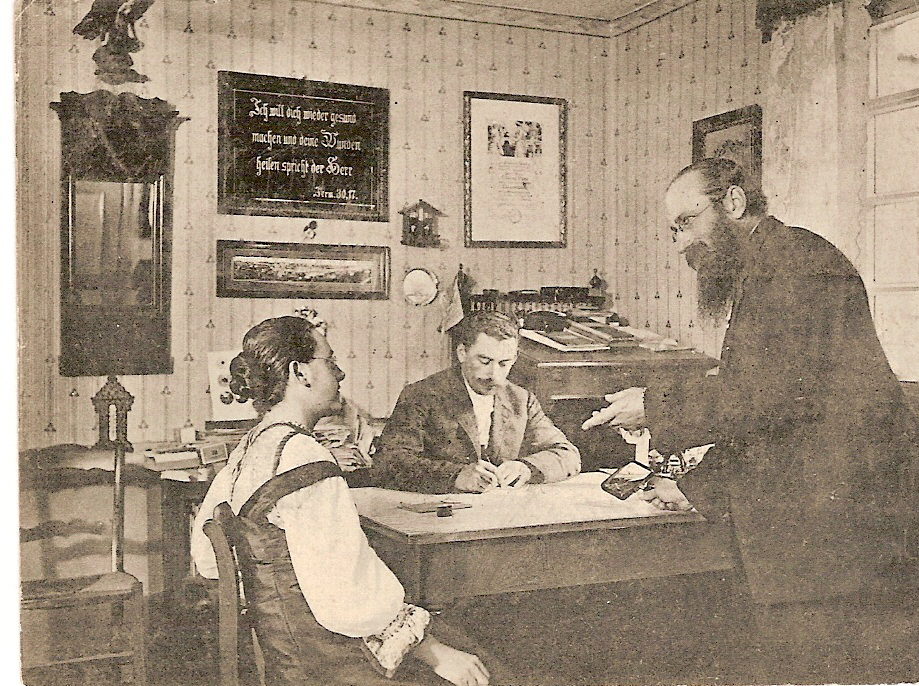
Pastor Felke (rechts) im Sprechzimmer

Trotz dieser Widerstände wurde die Anlage im Jungbornpark von vielen Personen aus dem In- und Ausland zur Durchführung von Kuren besucht. Dadurch entwickelte sich die Ortschaft Repelen zu einem erfolgreichen Kurort. Mit Beginn des Ersten Weltkrieges wurde die Jungborn-Anlage zu einem Lazarett umgewandelt und der Kurbetrieb unterbrochen. 1915 verließ Felke Repelen und zog nach Sobernheim, wohin er auch den Schwerpunkt seiner Tätigkeit verlegte. Nach Ende des Krieges konnte der Kurbetrieb in Repelen nicht mehr so erfolgreich wie vor dem Krieg fortgesetzt werden. Wegen der geringeren Nachfrage wurde er deshalb nach einigen Jahren von der Jungborngesellschaft, dem Betreiber der Anlage, beendet und die Gesellschaft 1934 aufgelöst.
Nach dem Zweiten Weltkrieg wurde 1957 ein „Felkeverein“ neu gegründet. Mit Unterstützung des Landes Nordrhein-Westfalen wurden zwischen 2006 und 2010 diverse Anlagenteile im Park wieder erneuert und am 27. August 2006 und 2. Mai 2010 abschnittsweise eingeweiht und der allgemeinen Nutzung übergeben.

## Infrastruktur und Wirtschaft

### Infrastruktur
Bis zum 19. Jahrhundert waren zwischen den überwiegend verstreut liegenden Hofanlagen fast nur Feldwege vorhanden. So betrug um 1816 am gesamten Niederrhein die Länge der befestigten Überlandstraßen außerhalb der Ortschaften nur etwa 13.350 Ruten (entspricht 50,2 km). Die historische Römerstraße, die östlich des Gebiets um die Dorfkirche lag, war die einzige wichtigere Überlandstraße, die im näheren Bereich vom Kirchdorf Repelen verlief.
Mit dem Beginn des Kohlebergbaus und der Bildung der Gesamtgemeinde Repelen-Baerl wurde die Anlage von Verbindungsstraßen zwischen den verschiedenen ehemaligen Bauerschaften und von Transportstraßen für die Industrie erforderlich. Wichtige neu errichtete Straßen waren die Rathausallee als Verbindung mit Utfort und dem dort errichteten neuen Rathaus für die Gesamtgemeinde sowie die Linforter Straße als Zentralstraße für Repelen. Letztere entwickelte sich zur Haupteinkaufsstraße mit vielen Geschäften und dem Markt und wurde zum neuen Zentrum von Repelen. An den Grenzen der dichteren Bebauung von Repelen wurden die Kamper Straße und die Verbandsstraße wichtige Verbindungsstraßen zum Umland. Für den Fernverkehr sind inzwischen die nahegelegenen Autobahnen A 57 für den Nord-Südverkehr und die A 42 für den Anschluss nach Osten an das Westdeutsche Fernverkehrsnetz vorhanden.

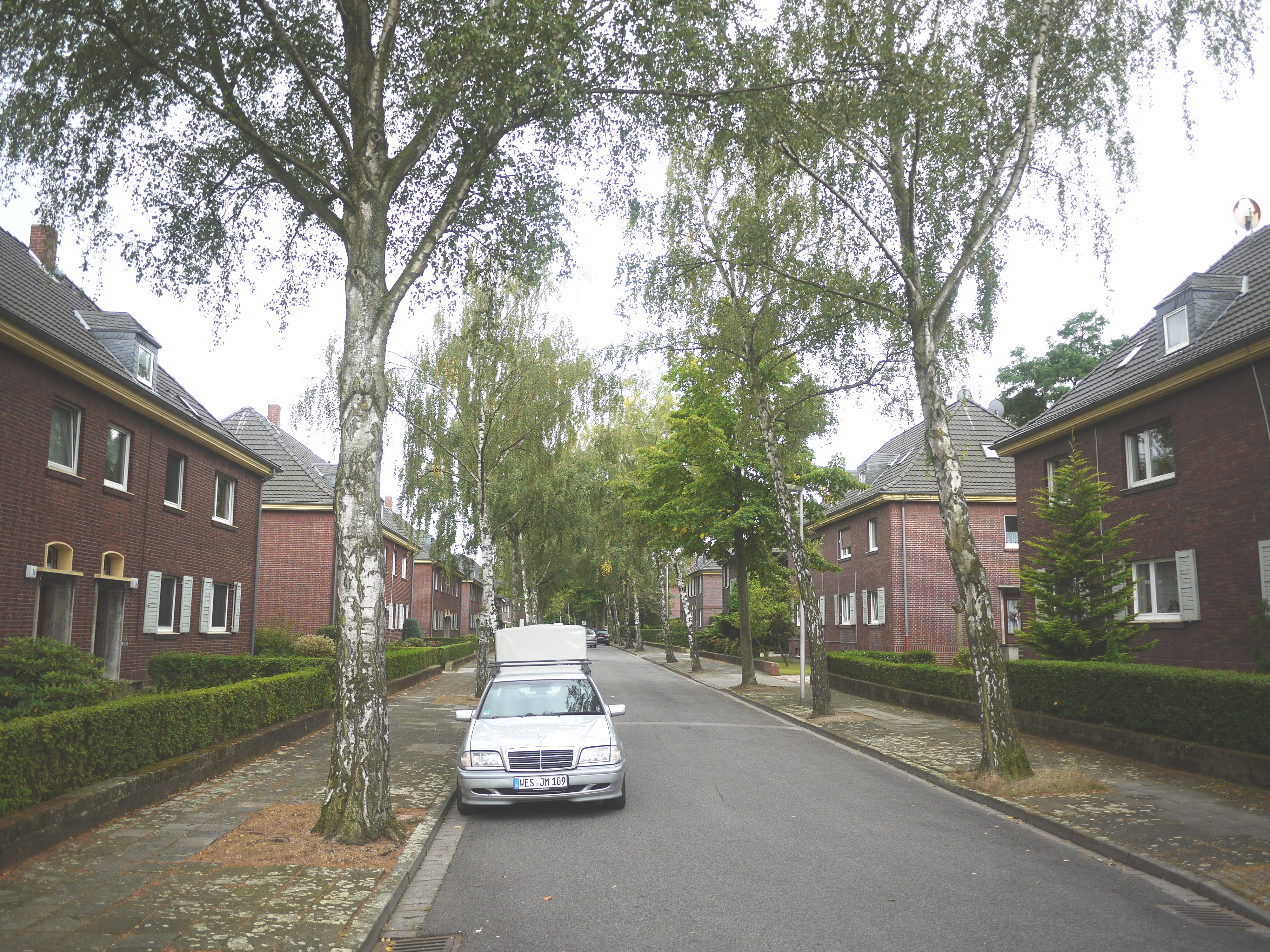
Muspasch Siedlung, Oststraße

Zu Beginn des 20. Jahrhunderts begann eine Phase, in der zunehmend neue Gebäude in der Ortschaft errichtet wurden. Der zusätzliche Raumbedarf ergab sich durch die Besucher des Kurbetriebes. Es wurden deshalb besonders in der Nähe des Kurparks und der Dorfkirche neue Gebäude gebaut, die inzwischen teilweise unter Denkmalschutz stehen. Damit wurden die Versorgung und die Unterkunft der Kurbesucher sichergestellt. Gegen Ende der 1920er Jahre kam es zu einem schnell ansteigenden Bevölkerungszuwachs in Repelen, da Arbeiter für den Betrieb der Zeche im Ortsgebiet benötigt wurden. Für diese Zechenarbeiter wurden ab den 1930er Jahren neue Siedlungen angelegt. Bereits ab 1927 wurde der erste Bauabschnitt der Siedlung Muspasch begonnen. Es folgte ab 1930 bis 1937 der Bau der Siedlung Repelen mit 387 Häusern. Nach 1945 folgte eine Verdichtung der Bebauung im gesamten Kernbereich von Repelen und 1953 der zweite Bauabschnitt der Siedlung Muspasch. In den 1960er Jahren wurde ein Schul-, Sport- und Kulturzentrum im Gebiet von Meerfeld errichtet.

### Wirtschaft
Bis Ende des 19. Jahrhunderts waren im Gebiet der Bürgermeisterei Repelen die Bewohner überwiegend in der Landwirtschaft tätig. Als in Krefeld ab Mitte des 18. Jahrhunderts die Herstellung von Textilien stark anstieg, gab es auch im Bereich der Bürgermeisterei Repelen zusätzlich einige Heimarbeiter, die Leinen-, Baumwoll- und Seidentuche für die entstandenen größeren Textilfirmen herstellten. 

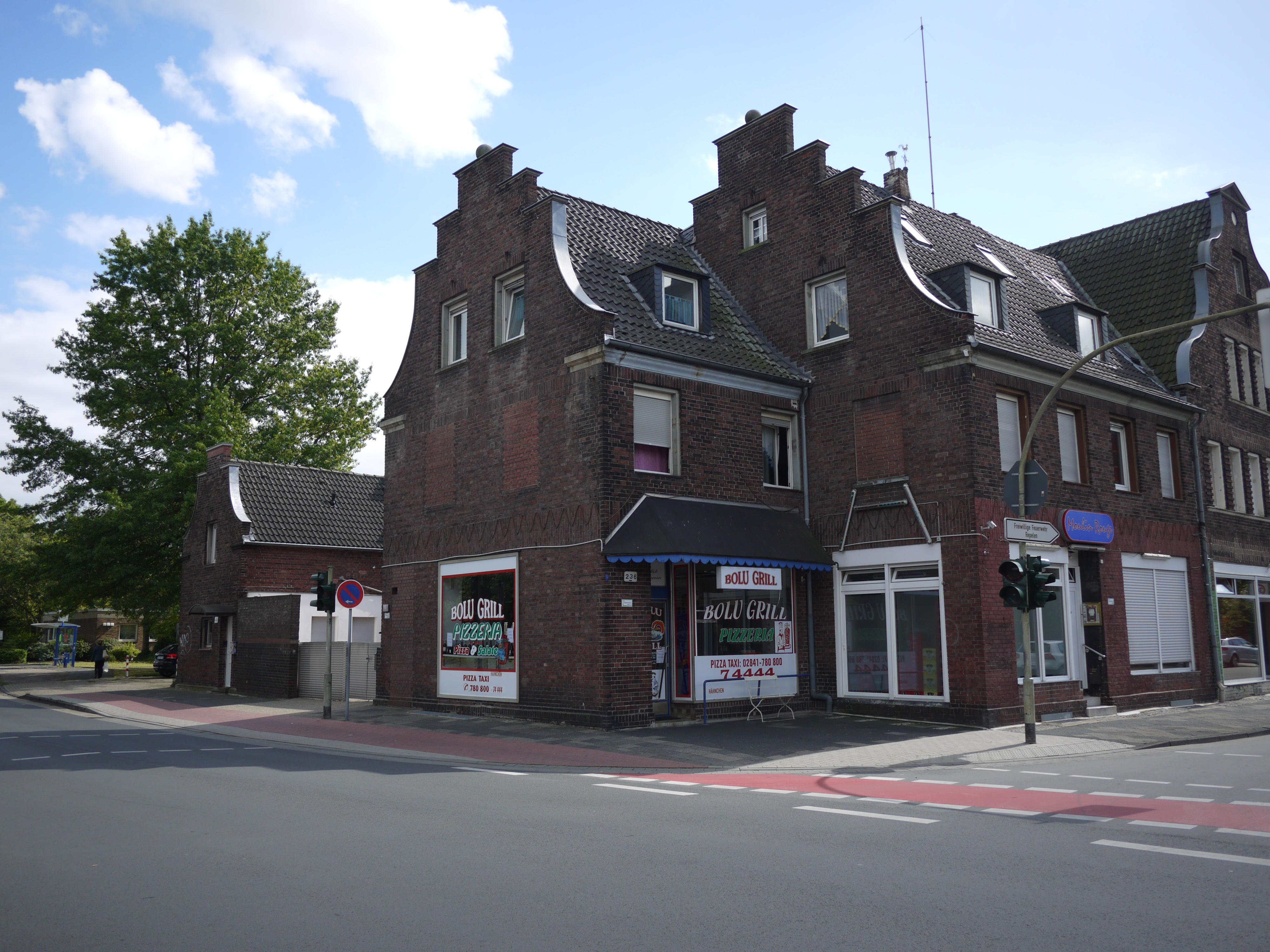
Gebäude am Jungbornpark

Vor der etwas späteren industriellen Umstrukturierung im Bereich der Ortschaft Repelen kam es bereits in den letzten Jahren des 19. Jahrhunderts zu einem ersten Entwicklungsschub. Dieser betraf das Gast- und Dienstleistungsgewerbe und führte zur Einrichtung von Pensionen und Läden in Repelen. Diese Entwicklung war auf den bereits erwähnten Kurbetrieb zurückzuführen. 

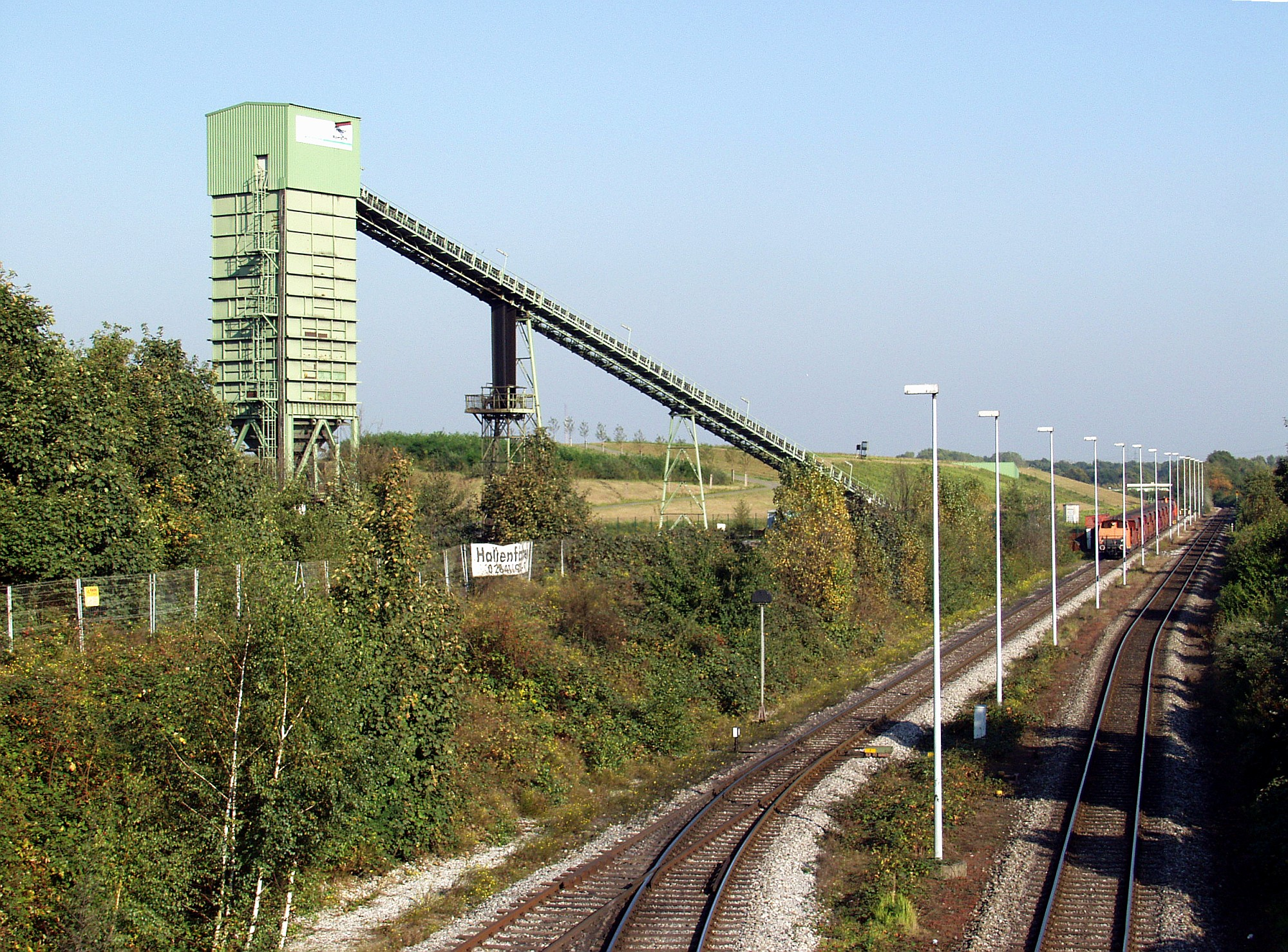
Moers-Schachtanlage Pattberg

Wie bereits angeführt, wurde durch den Kohleabbau am Linken Niederrhein eine neue industrielle Basis aufgebaut. Im Gebiet der Bürgermeisterei Repelen begann ab 1900 im Ortsteil Utfort mit dem Bau von Schacht 5 der Zeche Rheinpreußen der Bergbau. Ab 1905 erfolgte die Kohleförderung über diesen neuen Schacht. In Repelen begann die Zeche Rheinpreußen 1922 den Bau von Schacht 6, über den ab 1927 Kohle gefördert wurde. 1927 folgte der Bau des weiteren Schachtes 7 in Repelen. Diese beiden Schächte Rheinpreußen 6 und 7 wurden 1927 in Schächte Pattberg 1/2 umbenannt. Die Kohleförderung wurde in Utfort 1990 und in Repelen 1993 beendet und die oberirdischen Schachtanlagen bis auf einige Zechengebäude weitgehend abgerissen. Das nun wieder freie ehemalige Zechengelände wird für die Ansiedlung von neuen Gewerbebetrieben verwendet.
Erwerb und Beschäftigung in der Landwirtschaft, die bis 1900 vorherrschend war, gingen mit dem Bergbau und den zugehörigen Dienstleistungen stark zurück. Inzwischen wird Landwirtschaft im Wesentlichen nur noch in den Teilen der Ortschaft betrieben, die nördlich von den bebauten Gebieten liegen.

### Kindertagesstätten
(Quelle:)
- Ev. Kindertagesstätte Repelen im Familienzentrum Repelen, Gerhart-Hauptmann-Straße
- Familienzentrum und Tageseinrichtung für Kinder des Kreisverbandes der AWO, Eichendorffstraße
- Kath. Tageseinrichtung für Kinder, An der Sandkull
- Städt. Tageseinrichtung für Kinder Pausenhof
- Städt. Tageseinrichtung für Kinder, Rüttgersweg
- Tageseinrichtung für Kinder des Kreisverbandes der AWO, Jungbornstraße

### Schulen
Im Ortsteil Repelen gibt es aktuell eine städtische Grundschule (Gemeinschaftsgrundschule Lindenschule). Der Hauptstandort befindet sich an der Johann-Steegmann-Allee und der Nebenstandort an der Talstraße. Darüber hinaus gibt es eine private Gemeinschaftsschule (SCI:Gemeinschaftsschule) auf waldorfpädagogischer Grundlage und eine private Förderschule (Hans-Lenhard-Schule) mit einem Schwerpunkt auf emotionale und soziale Entwicklung und Lernen.

### Jugendeinrichtungen
Das Jugendzentrum Nord (JuNo) befindet sich im Gebäude der alten Dorfschule an der Lintforter Straße. Träger ist der gemeinnützige Verein CEC-Connect e. V.

## Sehenswürdigkeiten
In der Liste der Baudenkmäler in Moers sind für Repelen 17 Baudenkmäler aufgeführt.